# Рабенштайн (Австрія)

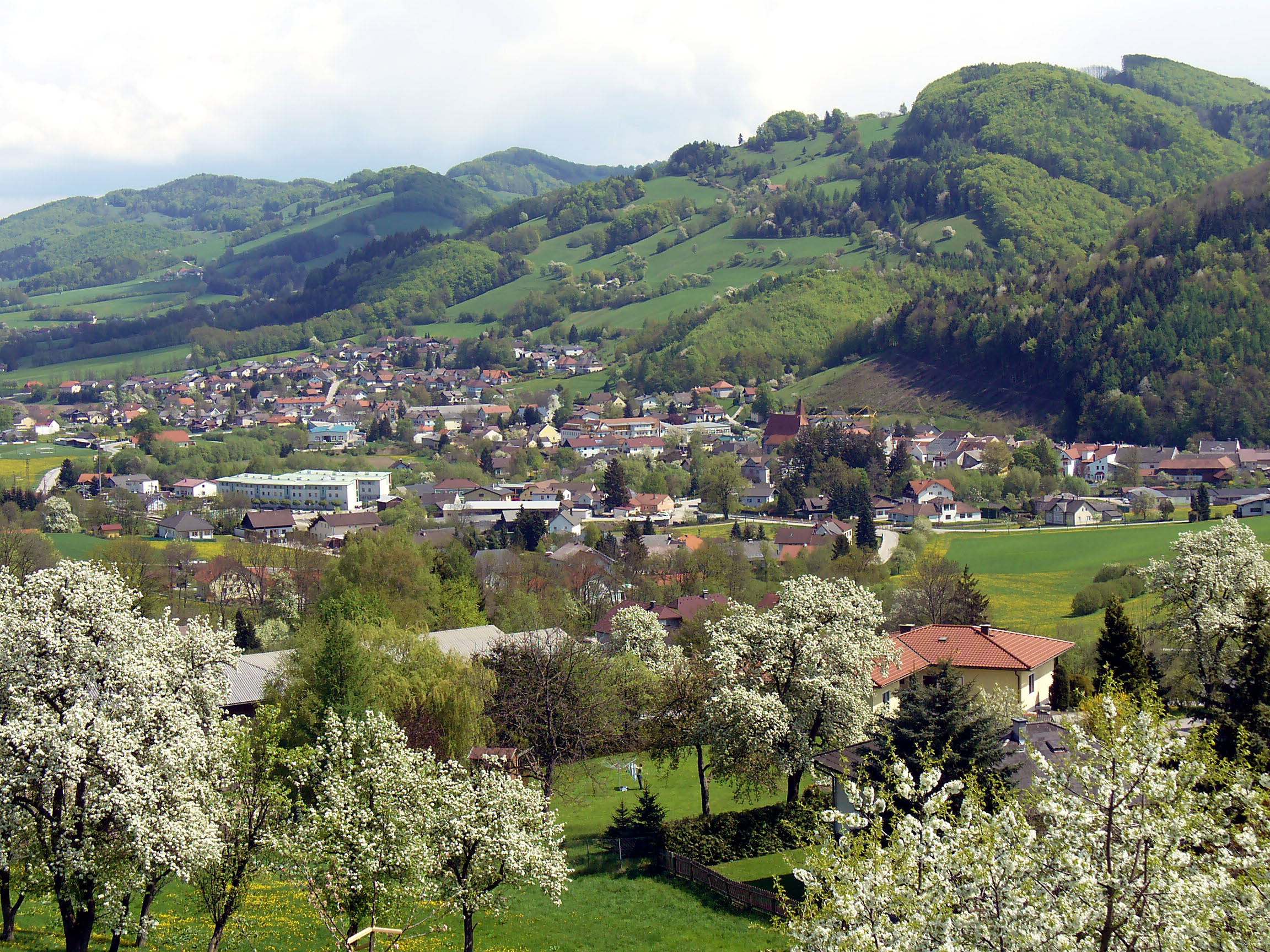
Весна в Рабенштайні

Рабенштайн (нім. Rabenstein an der Pielach «Рабенштайн на П’єлях») — торгова громада на річці П’єлях в окрузі Санкт-Пельтен у федеральній землі Нижній Австрії, за 70 км на захід від столиці — міста Відня. За даними на 1 січня 2021 року кількість його жителів становила 2514 осіб.

## Географія
Містечко Рабенштайн лежить у центрі долини П'єлях у Нижній Австрії на висоті 344 метри н. р. м. (його центральна частина). Загальна площа становить 36,23 квадратних кілометрів: 48 % з них становлять сільськогосподарські угіддя і 46 % вкриті лісами.

## Клімат
| Кліматограма Рабенштайна                                                               | Кліматограма Рабенштайна | Кліматограма Рабенштайна | Кліматограма Рабенштайна | Кліматограма Рабенштайна | Кліматограма Рабенштайна | Кліматограма Рабенштайна | Кліматограма Рабенштайна | Кліматограма Рабенштайна | Кліматограма Рабенштайна | Кліматограма Рабенштайна | Кліматограма Рабенштайна |
| -------------------------------------------------------------------------------------- | ------------------------ | ------------------------ | ------------------------ | ------------------------ | ------------------------ | ------------------------ | ------------------------ | ------------------------ | ------------------------ | ------------------------ | ------------------------ |
| С                                                                                      | Л                        | Б                        | К                        | Т                        | Ч                        | Л                        | С                        | В                        | Ж                        | Л                        | Г                        |
| 121 −4 −8                                                                              | 122 −1 −7                | 58 6 −1                  | 76 13 4                  | 192 18 10                | 132 21 12                | 170 21 16                | 139 21 13                | 148 14 11                | 83 12 5                  | 109 6 0                  | 59 −3 −7                 |
| Середня макс. і мін. температури повітря (°C) Атмосферні опади (мм), за рік : 1409 мм. |                          |                          |                          |                          |                          |                          |                          |                          |                          |                          |                          |

Район муніципалітету є частиною гемібореального кліматичного поясу. Середньорічна температура в околі 7 °С. Найтеплішим місяцем є липень, коли середня температура становить 18 °C, а найхолоднішим — січень із −6 °C. Середньорічна кількість опадів становить 1409 міліметрів. Найвологіший місяць — травень, в середньому 192 мм опадів, а найсухіший — березень, 58 мм опадів.

## Історія
Вперше Рабенштайн згадується в 1136 році в зв'язку з Вільгельмом фон Рамінгштайном, який належав до роду Бабенбергів. У XII столітті його замок відігравав важливу роль для поселення в долині річки П'єлях. Як «торгова громада» Рабенштайн вперше з'явився ще в 1280 році, що робить його найстарішим місцем у долині П'єлях. У 1683 році, коли вдерлися турки, замок Рабенштайн був в облозі протягом місяця, але захопити його їм не вдалося.

### Герб Рабенштайна

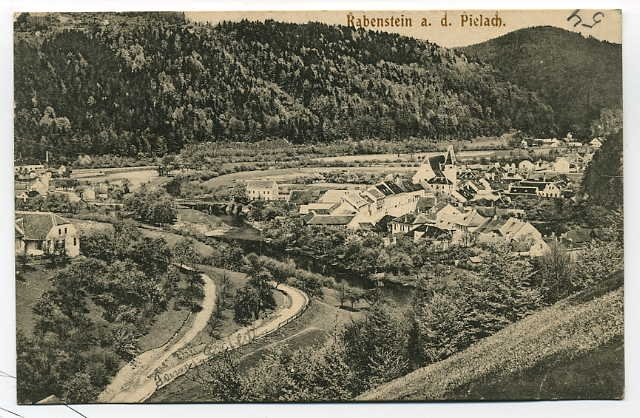
Рабенштайн
на поштовій картці 1906 року

Хоча Рабенштайн є найстарішою торговою громадою в долині річки П'єлях, право на використання ринкового герба містечкові було надане лише в 1983 році. Спочатку торгівля перебувала під керівництвом сім'ї Рамінгштайнів, тому не було необхідності надавати привілеї правам торгівлі. Таким чином, до 1848 року ринок не мав ні печатки, ні герба. Лише після того, як у 1854 році було створено вільне торгове місто Рабенштайн, керівництво громади одержало печатку з «вороном, що сидить на камені».

## Особистості
- Франц Кеніг (1905—2004) — кардинал, народився в районі Рабенштайну.
- Ульріх Райнтгаллер[de] (* 1964) — актор, який живе в Рабенштайні.